# Lucio Silla
Lucio Silla é uma ópera em três atos, composta por Wolfgang Amadeus Mozart em 1772, com o libreto de Giovanni de Gamerra mas modificado por Pietro Metastasio. A estreia ocorreu no dia 26 de dezembro de 1772 no Regio Ducal Teatro em Milão.

## Personagens
| Lucio Silla (Lúcio Cornélio Sulla) (ditador romano)   | tenor            |
| Celia (irmã de Lucio Silla)                           | soprano          |
| Giunia (Julia) (esposa prometida de Cecilio)          | soprano          |
| Cecilio (Cecilius) (senador romano deposto)           | soprano castrato |
| Lucio Cinna (Lúcio Cornélio Cinna) (amigo de Cecilio) | soprano travesti |
| Aufidio (amigo de Lucio Silla)                        | tenor            |

## Sinopse
A história acontece em Roma, pelo ano de 79 a.C. O personagem principal é Lucius Cornelius Sulla, político, general e ditador romano (138 a.C.-78 a.C.).
Lucio Silla, ditador de roma, manda ao exílio o senador Cecilio. Cecilio está prometido a Giunia, filha de seu arquinimigo: Caio Mario. Lucio Sila difunde a notícia de que Cecilio morreu, a fim de conseguir casar-se com Giunia. Mas Giunia repele todas as tentativas do ditador de conquistá-la. Descobre-se que nas catacumbas, que Cecilio há voltado em Roma em segredo para vê-la.
O oponente político de Lucio Silla: Lucio Cinna, que ama a Celia, irmã de Silla. Lucio Cinna e Cecilio planejam um ataque contra Silla, mas fracassa. Cecilio é detento e conduzido a prisão, onde se encontra com Giunia. O casal se despede, preparando-se para morrer juntos.
Mas o ditador Lucio Silla decide perdoá-los e decide juntar os dois casais: Giunia com Cecilio y Lucio Cinna con Celia. Ele se demite da política para viver como cidadão romano, e todos os políticos exilados podem agora voltar a Roma.

## Orquestração
- 1 cravo (para recitativo secco)
- 2 flautas
- 2 oboés
- 2 fagotes
- 2 trompas
- 2 trompetes
- Instr. de cordas: violinos (primeiros e segundos), violas, violoncelos (para recitativo secco) e contrabaixos (para recitativo secco).